# Coppa della Super League (Cina)
La Chinese Football Association Super League Cup (中国足球协会超级联赛杯S, Zhōngguó Zúqiú Xiéhuì Chāojí Liánsài BēiP), nota anche come Chinese Super League Cup o più semplicemente CSL Cup era una coppa di calcio istituita dalla Federazione calcistica della Cina che imitava la English League Cup. Questa coppa veniva aggiunta alla Coppa di Cina già preesistente, ma consentiva solo alle squadre della Super League di partecipare; mentre, al tempo, la FA Cup lasciava partecipare le compagini delle prime due leghe. L'evento è iniziato nel 2004 quando è stata fondata la Super League e si è concluso nel 2005. Si è tenuto solo due volte.

## Storia
Nel 2004, il massimo livello del campionato di calcio cinese è stato rifondato, passando dalla Jia-A League alla Super League. Il numero di squadre ammesse alla nuova lega era stato ridotto a 12; quindi Il numero di partite durante l'anno era stato notevolmente ridotto. Quindi, si è deciso di creare la Coppa di Lega per aumentare il numero di partite annue. Dal 2005, la Super League ha gradualmente ampliato il numero di squadre e, conseguentemente, anche il numero di partite durante l'anno. Inoltre, venne ignorata la richiesta di un aumento degli investimenti esteri nella Super League Cup. Pertanto, la Federcalcio cinese decise di annullare questo evento dal 2006, con l'aumento a 15 squadre nella CSL.
Il 1º agosto 2010 arrivò a Pechino la squadra ispettiva dell'AFC. Yu Hongchen, vicepresidente della Federcalcio e responsabile della lega e delle squadre nazionali, fece una chiara promessa nel suo rapporto ai funzionari dell'AFC: "La federcalcio cinese si impegna a riprendere la FA Cup e la Coppa della Super League il prima possibile l'anno prossimo". La bozza di discussione del "Piano di sviluppo a medio e lungo termine della Lega calcio professionistico (2013-2022)" della Federcalcio cinese del 2012 prevedeva di riprendere la Coppa di Lega nel 2014. Nel giugno 2013, l'Assemblea Generale del Consiglio della Lega Professionistica della Federcalcio cinese ha discusso il ripristino della Super League Cup. La Federcalcio sperava di organizzarla in inverno, cioè prima dell'inizio della stagione della Super League. I rappresentanti dei club partecipanti però avanzarono molte opinioni negative, come la preoccupazione che il partite diventassero insipide, il timore che i giocatori non sopportassero le troppe sfide, il paura che la Coppa di Lega non fosse redditizia, e così via. Altri sottolinearono come i campioni della Coppa di Lega non ottenessero un posto per la AFC Champions League, ma solo un piccolo bonus e per cui non c'era alcun incentivo a partecipare. Per di più, la maggior parte dei club cinesi della Super League aveva in programma di andare all'estero per l'allenamento invernale, per la preoccupazione che la competizione non fosse abbastanza per raggiungere lo scopo dell'esercizio fisico; altri club cinesi invece speravano di usare questa come un'opportunità di riscaldamento. Poiché l'incontro non riuscì a raggiungere un consenso, la Federcalcio cinese decise di rallentare i progressi per ripristinare la Super League Cup fino a cancellarla definitivamente.

## Regolamento
Le squadre si affrontavano in incontri ad eliminazione diretta a doppio turno, in caso di parità di gol segnati da entrambe le squadre al termine dei 180 minuti era prevista la regola dei gol fuori casa, successivamente si procedeva con i due tempi supplementari ed eventualmente i tiri di rigore. Il torneo si sviluppa con due turni preliminari, seguito da un tabellone principale con semifinali e finale a due partite. Le squadre di Super League si affrontavano dal primo turno di qualificazione tranne le prime due classificate nella stagione precedente di campionato che entravano in scena a partire dal 2º turno. La prima edizione, del 2004, si svolse con una finale singola in campo neutro.

## Albo d'oro
Elenco dei vincitori delle 2 edizioni della Coppa della Super League disputate dal 2004 al 2005.
- 2004:  Shandong Taishan
- 2005:  Wuhan Huanghelou

### Vincitori e finalisti
Elenco delle finali della EFL Cup disputate dal 2004 al 2005.
Gara unica
| N  | Stagione | Vincitore                    | Finalista       | Punteggio | Stadio                      | Città |
| -- | -------- | ---------------------------- | --------------- | --------- | --------------------------- | ----- |
| 1ª | 2004     | Shandong Taishan (1º titolo) | Shen. Jianlibao | 2-0       | Shandong Provincial Stadium | Jinan |

Andata e ritorno
| N  | Stagione | Vincitore                    | Finalista       | Aggregato | Risultati                               | Stadio                      | Città    |
| -- | -------- | ---------------------------- | --------------- | --------- | --------------------------------------- | --------------------------- | -------- |
| 2ª | 2005     | Wuhan Huanghelou (1º titolo) | Shen. Jianlibao | 3-1       | Shenzhen Jianlibao-Wuhan Huanghelou 1-1 | Shenzhen Stadium            | Shenzhen |
| 2ª | 2005     | Wuhan Huanghelou (1º titolo) | Shen. Jianlibao | 3-1       | Wuhan Huanghelou-Shenzhen Jianlibao 2-0 | Wuhan Sports Center Stadium | Wuhan    |

### Titoli per squadra
| Squadra          | Vittorie | Secondi posti | Finali disputate |
| ---------------- | -------- | ------------- | ---------------- |
| Shandong Taishan | 1        | 0             | 1                |
| Wuhan Huanghelou | 1        | 0             | 1                |
| Shen. Jianlibao  | 0        | 2             | 2                |